# Winfried Trusen
Winfried Trusen (* 24. Mai 1924 in Danzig; † 19. Januar 1999 in Würzburg) war ein deutscher Jurist und Historiker.

## Leben
Winfried Trusen war das einzige Kind des Gymnasiallehrers und Rektors Theophil Trusen († 1944) und dessen Frau Anna, geborene Preuß (1893–1994).
Er studierte zunächst in Danzig und Berlin. Nach Unterbrechung des Kriegsdienstes während des Zweiten Weltkriegs und Kriegsgefangenschaft setzte er das Studium der Geschichte und Philosophie in Göttingen bei unter anderem Hermann Heimpel und Josef Koch fort und wurde dort 1950 zum Dr. phil. promoviert (Dissertation Georg Witzel (1501–1573). Studien zu seinem Leben und Werk).  Anschließend studierte er Rechtswissenschaften in Mainz, wo seine Promotion zum Doktor beider Rechte 1958 erfolgte (Dissertation Wiener Vertragslehren des 14. Jahrhunderts) und wo er sich 1963 in der Rechts- und Staatswissenschaftlichen Fakultät habilitierte. Von 1966 bis 1992 war er Professor für deutsche und vergleichende Rechtsgeschichte und Kirchenrecht an der Universität Würzburg. Insbesondere im Fachbereich der kirchlichen Rechtsgeschichte war er als Forscher international anerkannt.
An der Universität Würzburg wirkte Trusen zudem über zwei Jahre lang als Dekan der Juristischen Fakultät und als Senatsmitglied sowie in verschiedenen Kommissionen. Darüber hinaus war er Mitglied des Präsidiums des Deutschen Hochschulverbandes und der Senatskommission für Humanismusforschung der Deutschen Forschungsgemeinschaft.
Seit 1959 war Trusen mit der Studienassessorin Maria Elisabeth geb. Mogendorf verheiratet, aus der Ehe stammten zwei Söhne und eine Tochter. Winfried Trusen starb 1999 in Würzburg und wurde auf dem dortigen Waldfriedhof beerdigt.

## Schriften (Auswahl)
- Um die Reform und Einheit der Kirche. Zum Leben und Werk Georg Witzels. Aschendorff, Münster 1957.
- Spätmittelalterliche Jurisprudenz und Wirtschaftsethik. Dargestellt an Wiener Gutachten des 14. Jahrhunderts. Steiner, Wiesbaden 1961.
- Anfänge des gelehrten Rechts in Deutschland. Ein Beitrag zur Geschichte der Frührezeption. Steiner, Wiesbaden 1962.
- Der Prozess gegen Meister Eckhart. Vorgeschichte, Verlauf und Folgen. Schöningh, Paderborn u. a. 1988, ISBN 3-506-73354-0.
- Gelehrtes Recht im Mittelalter und in der frühen Neuzeit. Keip, Goldbach 1996, ISBN 3-8051-0296-8.